# Eric Clapton Crashocaster
Als Eric Clapton Crashocaster werden drei einzelne Eric-Clapton-Signature-Gitarren bezeichnet, die von Fender gebaut und von dem britischen Künstler John Matos für Eric Clapton verziert wurden.

## Crash 1

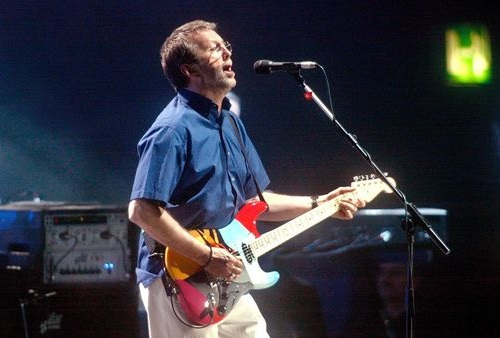
Eric Clapton mit Crash 1

Crash 1 ist das erste von drei für Clapton gestalteten Modellen. Diese Gitarre war zwischen 2001 und 2003 das Hauptinstrument des Gitarristen. Crash 1 kam u. a. auf dem Konzert Party at the Palace vor dem Buckingham Palace in London zum Einsatz, weiterhin beim Concert for George.

## Crash 2
Die Crash 2 kam zwischen 2001 und 2004 gelegentlich zum Einsatz. 2011 stiftete Clapton die Gitarre an die Rock and Roll Hall of Fame.

## Crash 3

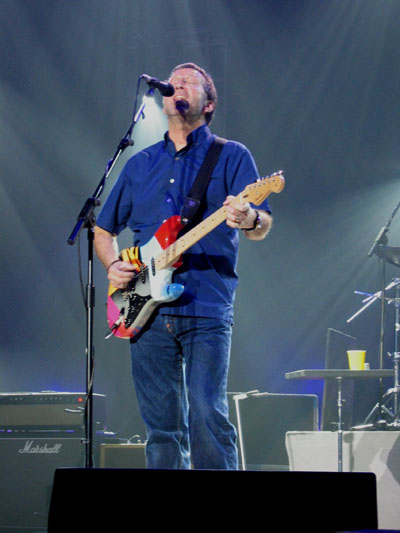
Eric Clapton mit „Crash 3“ in Hannover 2006

Die Crash 3 Gitarre wurde von Clapton hauptsächlich 2004 auf der Me and Mr. Johnson Tour gespielt. Ebenso ist sie auf der DVD Sessions for Robert J und auf dem von ihm ins Leben gerufenen Crossroads Guitar Festival 2004 zu sehen. Kurz nach dem Festival versteigerte Clapton die Gitarre für 321.100 US-Dollar, um das Crossroads Centre auf Antigua zu unterstützen.